# Euplectrus alvarowillei
Euplectrus alvarowillei  (лат.) — вид мелких паразитических наездников рода Euplectrus из семейства Eulophidae (Chalcidoidea) отряда перепончатокрылые насекомые. Паразитоиды гусениц бабочек. Центральная Америка: Коста-Рика.

## Описание
Длина 2,2 мм. Усики и половина брюшка желтовато-коричневые. Лоб гладкий и блестящий. Усики с 6 флагелломерами, включая 2-члениковую булаву. Шпоры задних голеней длинные, длиннее первого членика задних лапок. Щитик без продольных борозд. Голова и грудка тёмные (буровато-чёрные), ноги и брюшко светлее. Групповые наружные паразиты (эктопаразитоиды) гусениц бабочек-совок Callopistria floridensis (Noctuidae), питающихся на растениях Ceratopteris (Parkeriaceae) и Niphidium oblanceolatum (Polypodiaceae). Окукливаются в своих шёлковых коконах рядом со съеденной гусеницей хозяина. Вид был впервые описан в 2015 году английским гименоптерологом Христером Хэнссоном (Christer Hansson; The Natural History Museum, Лондон, Великобритания) и назван в честь Альваро Вилле (Alvaro Wille) за его вклад в исследование таксономии отряда перепончатокрылых насекомых (Hymenoptera).